# Боголюбов Олександр Якимович
Олександр Якимович Боголюбов (при народженні Каганович ; 29 грудня 1934, Київ, Українська РСР — 20 липня 2020 року, Москва, Росія) — радянський режисер кіно- та мультиплікаційних фільмів . Постановник низки ігрових, науково-популярних та лялькових фільмів.

## Біографія
Народився 29 грудня 1934 року в Києві. 1962 року закінчив режисерський факультет у Київському державному інституті театрального мистецтва імені Івана Карпенка-Карого (Майстерня Л. В. Варпаховського) .
У 1957—1965 роках — асистент режисера на кіностудії імені Олександра Довженка, у 1965—1968 роках — другий режисер Одеської кіностудії, у 1968—1971 роках — режисер науково-популярних фільмів студії «Київнаукфільм», в 1971—1978 роках — режисер анімаційних фільмів студії « Мульттелефільм» ТО «Екран», потім — на « Мосфільмі».
З 1978 року і до моменту закриття студії — режисер-постановник студії художніх фільмів творчого об'єднання « Екран».
Помер 20 липня 2020 року в Москві на 86-му році життя від коронавірусу. Урна з прахом похована в колумбарії на Донському кладовищі.

## Родина
- Батько — Яким Менделевич (Еммануїлович) Каганович (1907—1941), уродженець Микільської Слобідки, загинув на фронті при відступі з Києва влітку 1941 року[6]. Інші члени сім'ї, у тому числі батьки батька — Мендель Акимович Каганович (1880—1959), робітник, і Хана Зельманівна Каганович (1883—1948), домогосподарка — були евакуйовані до Воткінська[7][8], звідки брати батька були призвані на фронт.[8][9]
- Дружина — Тетяна Йосипівна Боголюбова (до шлюбу Кучера, нар. 1946)[10], працювала головною редакторкою у Бюро пропаганди кіномистецтва.
  - Син — Оскар Кучера[11] (нар. 1974), актор, телеведучий.
- Донька — Юлія Сєдова, живе в Ізраїлі.

## Фільмографія

### Режисер
- 1972 — Пригоди Незнайки та його друзів (мультиплікаційний, 7-ма серія: Повітряна подорож; 10-а серія: Повернення
- 1973 — Чарівник Смарагдового міста (мультиплікаційний, фільм 4: Королівство Бастинди; фільм 5: Викриття Великого та Жахливого)
- 1976 — Бумеранг (мультфільм)
- 1980 — Мелодія на два голоси
- 1985 — Батальйони просять вогню

### Сценарист
- 1985 — Батальйони просять вогню